# 熊野神社 (大田区山王)
熊野神社（くまのじんじゃ）は、東京都大田区山王にある神社。地名を冠して荒藺ヶ崎熊野神社（あらいがさきくまのじんじゃ）、(大森)山王熊野神社（(おおもり)さんのうくまのじんじゃ）などとも称される。

## 概要
創建年代は不明である。ただ承平天慶の乱で平将門討伐のために関東に赴いた藤原恒望の家臣の熊野武通が当社で戦勝を祈願したという話が伝わっている。
元和年間（1615年～1624年）に日光東照宮造営で余った材料を幕府から下付され、社殿等を造営したという。

## 交通アクセス
- 大森駅西口より徒歩11分（経路案内）。

## 関連文献
- 「新井宿村 熊野本社」『新編武蔵風土記稿』 巻ノ42荏原郡ノ4、内務省地理局、1884年6月。NDLJP:763981/38。